# 扎莫沙湖
扎莫沙湖（白俄羅斯語：Замошша）是白俄羅斯的湖泊，位於烏沙奇西南18公里，由維捷布斯克州負責管轄，長1.24公里、寬0.52公里，面積0.33平方公里，集水區面積135平方公里，湖岸線長度3.29公里，最大水深30.7米。